# Tambakrejo (Pacitan)
Tambakrejo is een bestuurslaag in het regentschap Pacitan van de provincie Oost-Java, Indonesië. Tambakrejo telt 1854 inwoners (volkstelling 2010).